# Aurotipula flavoscapa
Aurotipula flavoscapa är en tvåvingeart som först beskrevs av Alexander 1922.  Aurotipula flavoscapa ingår i släktet Aurotipula och familjen storharkrankar. Inga underarter finns listade i Catalogue of Life.